# Tânia Carvalho
Tânia Carvalho (Bagé, 25 de dezembro de 1942) é uma jornalista, radialista e apresentadora de televisão brasileira.
Foi a primeira apresentadora do programa Jornal do Almoço, na TV Gaúcha (atual RBS TV), lançado em março de 1972 e no ar até hoje. Também foi apresentadora e âncora de diversos programas de televisão e rádio da RBS TV, incluindo os programas "Gurias de Quinta" e "Café TVCOM" na emissora TVCOM, e Gaúcha Comportamento, na Rádio Gaúcha.

## Biografia

### Origens e início de carreira
Em Bagé, sua cidade natal, Tânia desde menina cantava e dançava. Passou sua adolescência em Porto Alegre, onde cursou o ginásio no colégio Bom Conselho, e o clássico no Júlio de Castilhos. A vida profissional começou logo após o término dos estudos, quando assumiu o cargo de secretária em um curso de Inglês na cidade. 
Por volta dos 19 anos, quando estava se preparando para ingressar na universidade, conheceu o ator Geraldo Del Rey. Em 1963, casou-se com o ator e foi morar em São Paulo. Chegando na cidade, conseguiu uma vaga na Editora Abril, onde descobriu sua paixão pelo jornalismo. Antes de entrar para a redação das revistas, trabalhou como contato comercial. Durante este período, uma chefe de redação a observou e a convidou para atuar em publicações femininas da editora. Tânia passou a trabalhar em várias atividades, como produção de moda, redação de matérias e fotografia.
A partir de uma proposta de trabalho feita ao seu marido, em 1965, o casal fixou residência em Portugal, permanecendo um ano e meio no país. De volta a São Paulo, em 1967, Tânia deu à luz seu primeiro filho, Fabiano. Em 1970, entretanto, Tânia divorciou-se de Geraldo Del Rey e optou por voltar a Porto Alegre.

### Televisão
Em 1972, recebeu um convite da jornalista (e também amiga pessoal) Célia Ribeiro: apresentar o Jornal do Almoço, programa que estava sendo lançado pela TV Gaúcha, emissora em que Célia trabalhava. Mesmo sem experiência em televisão, Tânia aceitou a proposta. Ela permaneceu na bancada do telejornal durante quatro anos.
Depois desta atividade, a apresentadora atuou em diversos programas em várias empresas de comunicação no Rio Grande do Sul. Integrou a equipe do programa Portovisão, na TV Difusora de Porto Alegre, com Clóvis Duarte, Sérgio Jockymann, Cascalho Contursi e José Fogaça. Paralelamente ao programa, ao qual se dedicou até 1980, a apresentadora trabalhou nas rádios Gaúcha, Difusora, Guaíba e Pampa, além de ter passado pela TVE RS, onde apresentou o Mãos à Obra, diariamente às 18h e, mais tarde, o noturno De Corpo e Alma, uma entrevista "one-on-one" com personalidades de notoriedade.
Anos antes, durante a administração de José Antônio Daudt como presidente da TVE RS, Tânia participara por alguns meses de um café-da-manhã televisado, com o próprio Daudt, Tatata Pimentel e mais um convidado. A programação da emissora estatal entrava no ar especialmente para transmitir esta atração, em seguida saindo do ar novamente, até 17h, quando retomava.  
Em 1981, foi chamada pela TV Guaíba para conduzir o programa "Guaíba Feminina". Nesta época, casou-se com o médico Felício Medeiros dos Santos e ficou grávida do segundo filho, Diogo.
A partir de 1997, dedicou-se exclusivamente à rádio Gaúcha AM e à emissora TVCOM, com programas sobre comportamento e cultura.

### Aposentadoria
No final de 2011, logo depois de Tatata Pimentel ter sido levado à aposentadoria pelo novo chefe de Relações Humanas da Rede Brasil Sul, Deli Matsuo, Tânia resolveu se solidarizar com o colega de várias décadas e anunciou sua aposentadoria da televisão,  alegando que "não queria ficar velha na TV" e que não conseguiria "continuar na TV sem meu irmão Tatata". Em entrevista ao portal Coletiva.net, confessou que "Se cumpriu um ciclo de vida. Não aguentava mais, estava no meu limite”.  
Uma breve volta se deu em abril de 2014, quando, como convidada do programa Primeira Pessoa de Ivette Brandalise, acabou por tomar o lugar de entrevistadora, como surpresa pelos 40 anos da emissora. 

## Premiações
- Prêmio Joaquim Felizardo: 2008 - Categoria TV[5]
- Prêmio Press: 2012 - Troféu Homenagem Especial pelos quase 40 anos de carreira.[6][7]